# ライフプランナー
ライフプランナー(略称：LP)は、下記に挙げる保険会社の保険外交員の呼称である。ここではその誕生の歴史と背景についても記述する。
現在では一般名称のように使われることもある程浸透しているが、正式にはザ・プルデンシャル・インシュアランス・カンパニー・オブ・アメリカ(以下、米国プルデンシャル)の登録商標（日本第3107214号）であり、ソニー・プルデンシャル生命時代から「ライフプランナー」を使用していたためプルデンシャル生命の他、ソニー生命も営業社員の呼称として使用している（同社もほぼ同時に商標登録（日本第3113984号）している）。

## ソニー創業者の夢
そもそも、そのきっかけは1950年代にソニー株式会社の創設者の1人である盛田昭夫がソニーの仕事でアメリカ合衆国のシカゴを訪れていた際に「Prudential」と書かれている白亜の超高層ビルを目にしたことから始まる。「あれはなんの会社のビルだ？」と質問した盛田に通訳は「世界最大の生命保険会社Prudentialのビルだ」と答えた。「大きな企業にはそれを支える金融機関が必要だ」と考えていた盛田は以来、いつかソニーも金融機関を持ちたいと考えはじめたという。ただ、当時はソニーのような金融のノウハウを有しない電機メーカーが金融機関を持つことは戦後の旧・大蔵省の金融行政の下では大変難しく、いつか実現したい夢としてその胸の中に秘めたという。

## ソニーグループの金融業進出
保険業法の改正に伴い第三分野(医療保険)に限定されての外資参入が一部解禁されると1973年にアメリカン・ライフ・インシュアラナンス(略称：アリコ、現在のメットライフ生命)、1974年にはアフラックが日本へ進出を始めた。それを追うように1976年、に米国プルデンシャルのマクノートン会長が来日した。米国プルデンシャルは来る外資全面解禁へ向けて第三分野に限定されない保険会社を日本で展開することを希望していた。しかし当時はまだ単独での参入は先行する会社のように第三分野に限られていた。そこで日本の保険会社各社へ合弁会社を作らないかという提案をしていたが、日本の保険会社からは思うような回答を得られずにいた。当時米国プルデンシャルはソニーの株式を大量に保有していた経緯もあり、訪日の次いでにソニーを訪れたマクノートンは旧知の盛田昭夫に「米国プルデンシャルの日本進出」について漏らしたという。これが盛田昭夫の金融部門進出という悲願達成へのスタートとなった。

## 坂口陽史との邂逅
当時、日本で生命保険会社を立ち上げるためにはまずは大蔵省からの認可を得る必要があった。しかし日本の大蔵省と接点があり、かつ米国の生命保険業界についても詳しい人間などのそうそういるはずもなかった。少し時は遡り1974年に米国オクシデンタル生命(オクシデンタル・インターナショナル)は日本進出のために大蔵省との折衝を行っていた。その交渉にあたっていたのは日本人で初めての米国アクチュアリーに合格した坂口陽史であった。坂口陽史は大学卒業後に幾つかの生命保険会社を経て米国エクィティ・ファンディング生命保険のチーフ・アクチュアリーをしていたが、オクシデンタル生命の日本進出の大蔵省との交渉役に抜擢され日本とアメリカを往復していた。交渉の末にオクシデンタル生命は日本進出を断念。その1977年に経営コンサルタントとして独立した坂口陽史の下へ一本の仕事の依頼が入る。昔から生命保険と不思議な縁があった坂口陽史にとって米国生命保険史に残るプルデンシャルの足跡とこの依頼は運命的なものであった。坂口陽史はこの依頼を引き受け、ソニー・プルデンシャル生命の副社長として就任する。

## 生命保険販売の課題と業界の変革のために
当時の生命保険の世帯加入率は96%以上という市場の中、日本の生命保険の販売はセールスレディーによるGNP(義理・人情・プレゼント)とセット商品による販売が戦後長らく続いていた。また生命保険は縁故募集が当然であり、そのように加入するものであるという意識が世間には浸透していた。
しかし契約者が自発的に契約したいと感じることは殆んどないが、誰にでも起こりえる人生の経済的な問題解決の解決策である生命保険の潜在的ニードの喚起、高度な金融商品を組み合わせて設計される生命保険には知識だけでなく関連する法律や税制・社会保障などの仕組みを十分に理解して設計しなければ十分に活用されることが困難であるという様々な問題を抱え、これら契約者が生命保険をきちんと権利として活用するためには保険外交員の育成が不可欠であった。しかし保険の外交員を教育するには莫大な費用と時間を必要としていたために殆どの保険会社は短期雇用のパートタイムのような雇用形態、期間契約などを続けていた。このため入ったばかりの知識が乏しい者でも販売しやすいようにとあらゆる保障がセットとなった保険商品(既製品、レディーメイド商品)による販売が殆んどであった。
一方、生命保険のあるべき姿の追求と高度な知識と販売技術を持ったプロフェッショナルのセールスパーソンによる「ニードセールス」の実践と、オーダーメイドによる保障の提供に絶対の自信と情熱を持ち会社の基本を作ったのが、米国プルデンシャルの代表として設立時の副社長となった坂口陽史とソニー代表として参画した設立時の常務の安藤国威（のちのソニー株社長、現ソニー生命名誉会長）である。
この 2人を中心としたメンバーにより1979年8月10日に旧・大蔵省の認可をもとに「ソニー・プルーデンシャル生命保険株式会社」として設立し、 2年後の1981年4月に「ソニー・プルデンシャル生命保険株式会社」と名称を改め営業を開始することになった。

## ライフプランナー誕生
ソニー・プルデンシャル生命の存在意義は「生命保険のあるべき姿の追求と高度な知識と販売技術を持ったプロフェッショナルのセールスパーソンによるニードセールスの実践」と「生命保険業界の変革」であった。そのためにも従来の生命保険外務員のイメージを排したまったく新しい専門職にしなければならないと坂口陽史(設立当時副社長、翌年ソニー・プルデンシャル生命社長)と安藤国威(設立当時常務、後のソニー生命社長)は考えていた。そういう経緯のもとそのプロフェッショナルのセールスパーソンには厳選採用であること、徹底した研修を行うとともに、呼称を「ライフプランナー」とすることが決定された。当初は男性のみでスタートしたが2017年現在では女性も採用している。
当時は保険業界から冷ややかな目で見られていた、まだ珍しかった大学卒業以上の学歴を持つ男性による、家計・家族構成・収支・ライフプランシミュレーションによる分析とコンサルティング、自由度の高い保険設計による提案はセット商品の販売が主流であった日本の生命保険業界に大きな衝撃を与え、以後の日本の生命保険業界における提案型販売の源流となった。また1980年代後半になって登場する日本におけるファイナンシャル・プランナー(FP)の分析・提案スタイルの原型となる。

## 採用条件と教育システム・報酬
※ 会社によって採用基準は異なるが、ここでは基本的に前述のプルデンシャル生命およびソニー生命のライフプランナーについて記載する。
対象者はすべて異業種からの転職者で構成され、原則的にヘッドハンティングによって採用されている。このため新卒者でライフプランナーとなることはできない。多くの保険会社が採用するエリア制や職域制ではなく、契約者と担当ライフプランナーによる徹底した担当者制度を敷いている。
下記にあげる採用基準や教育研修を経て育成された生命保険業界における真のプロフェッショナルと位置づけられ、このモデルを踏襲した外交員システムを他社を含めて「ライフプランナーモデル(制度)」と呼ぶことがある。他社の類似したライフプランナーモデルと合算しても保険外交員全体の5%程度の人数のみとなる。
採用基準は高等教育以上の最終学歴を必須条件としており、生命保険業界経験者を採用しないなどの特色を持っている。
3度に渡るCIP(キャリア・インフォメーション・プログラム)による事業説明と営業所長・支社長による面接TS1(ターゲット・セレクション)、本部長・役員によるTS2によって選考される。ヘッドハンティングの声をかけられた200 - 300名のうち実際に内定を受ける者は2 - 3名という厳選採用を行っている。
入社後はFTP、ITP、BTPなど生命保険における基礎教育・研修を受ける。保険外交員の教育は保険業界における最大の課題であり、保険商品についての知識の習得のみならず関連する法律・税制・社会保障についての習得を徹底して行う。ライフプランナーは平均約2年間の研修期間(TAP)によって育成され、日本の生命保険業界が行う専門課程・応用課程・生命保険大学課程などの専門知識を身につける。
加えて独自の教育システムとして外交員には副本として「生命保険のバイブル」と呼ばれるブルーブックが数十冊貸与される。米国で140年以上の歴史を有するプルデンシャル・ファイナンシャルの教育システムと保険ノウハウが凝縮されており、日本国内の生命保険会社が社員・幹部候補研修などで米国を訪れる際にはプルデンシャル・ファイナンシャルへ学びに行くことが通例となっている保険会社もある。
ライフプランナーが時間的に拘束されるのは、月・木の午前に行われる定例ミーティングだけ。あとは出社の必要すらない。自由だが、固定給は通常3年目以降にゼロとなるため、サボれば収入がなくなる。上位表彰者の年収が億単位である一方、収入の見込みが立たず数ヶ月で辞めていく有名企業出身者も多い。支社長・営業所長など管理部門の社員以外は、会社との間で契約をしている事業主の様な形態であり、雇用関係とは異なる。

## ソニーとプルデンシャル、合弁解消とそれぞれの道へ
悲願であった金融業への進出を果たしたソニーの次の目標は金融の多角化であった。また1987年に外資単独参入の解禁が始まるのに合せて米国プルデンシャルはソニー・プルデンシャル生命から坂口陽史(当時社長)を、新会社プルデンシャル生命の社長として擁立。ソニー生命からわずか15名で独立。米国プルデンシャル・ファイナンシャルの100%出資を受けて日本での単独営業を開始する。
1987年9月、これに伴いソニー・プルコ生命保険(プルコは米国プルデンシャルの子会社)へと改称。1991年4月からは現在のソニー生命へと改称。1996年4月までに出資比率を徐々に下げ、ソニー100%の子会社として完全独立を果たす。これに伴い、ソニー生命とプルデンシャル生命は生い立ちを一にしながらも現在は資本関係のない独立した会社となる。
その後、ソニーは保険業法の改正に合わせて1998年にソニー損害保険、2001年にソニー銀行、2004年に金融事業を統括するソニーフィナンシャルホールディングスを設立。2007年にはソニーバンク証券を設立して、戦後日本で初めての銀行・保険・証券をグループに保有する金融グループとなった。※その後、ソニーバンク証券は2013年1月、マネックス証券に吸収合併された。
「ソニーグループにいつか金融機関を」という盛田昭雄の見た白亜のビルの夢を実現するように2006年10月にソニー生命は東京都港区港南一丁目にソニーシティ(ソニー本社ビル)を建設し、数十か所に分散していたソニーグループのオフィスが集約された。2014年には経営難が続くソニー本社の土地もソニー生命へ売却され、親会社を支える構図となった。

## ソニー生命のLP制度とサービスの特徴
ソニー生命のライフプランナー制度の特徴は大きく次の 5つである。
1つ目は金融多角化に伴う銀行・損保をグループ会社に持つことである。住宅ローンや損害保険についてライフプランナーを介しての相談・提案を受けることができる。※ かつては証券も持っていたが2017年現在は、マネックス証券へ譲渡。
2つ目はファイナンシャル・プランニング試験(FP技能士)の資格習得に力を入れており、CFP・AFPなどの資格所有者も多い。
3つ目は代理店販売制度の導入。損害保険などグループ会社の媒介業務を行う一方で始めた代理店業務を拡大して、現在では保険代理店などへの保険商品の代理店販売も行っている。
4つ目はジュニア・ライフプランナー制度の導入。本来、ライフプランナーは新卒での採用を行っていない。しかし、2007年10月からソニー生命では第二新卒者を対象とした 3年間の教育プログラムによる採用を行っている。 3年間で基準をクリアすることでライフプランナーの称号を得ることができる。
5つ目はプレミアムエージェンシー制度。ソニー生命の中でも長期にわたり優秀な成績を残したものはソニー生命専属代理店として独立することができる制度を導入している。ライフプランナー制度は担当者制のため、独立しても契約者を引き次いで保全することができる。
※ ライフプランナー数：4,612名(2016年4月1日現在)　MDRT会員数： 841名

## プルデンシャル生命のLP制度とサービスの特徴
プルデンシャル生命のライフプランナー制度の特徴はその担当者制を最大限に活かすために専門性・革新性を会社、ライフプランナーが共に追及している点である。
1989年に米国プルデンシャルが世界で初めて導入した「余命6か月以内と医師の診断を受けた被保険者の契約している保険金を生前に前払い」をするリビング・ニーズ特約(LNB)を1992年10月に日本でも最初に導入。現在ではどの保険会社でも取り扱っているサービスだが、最もリビング・ニーズ特約の請求・支払が圧倒的に多いのは同社である。
1997年4月には保険金即日支払サービス(FNB)を日本で初めて導入。死亡と同時に銀行口座の凍結などの経済的な問題が発生する。遺された遺族にとって終末期医療費や葬儀関連費用、当面の生活費などの費用を簡単な手続きで最短即日持参または振込を行う同サービスはライフプランナーからの声によって誕生。
2005年4月、骨髄ドナー給付(DNB)を開始。血液難病患者を救う骨髄ドナー(提供者)となった方へ同社で加入している医療保険から手術扱いとして給付金の支払いを行うサービス。一人でも多くの血液難病患者の命を救うためにはドナー登録数を増やすこと、しかしドナーとなった方が仕事を休み、骨髄液の提供を行い隊員を行うことは善意だけ。それを応援することはできないかと誕生したサービス。現在では複数の保険会社もこのサービスを提供を始めている。
2010年7月、生命保険信託を日本で初めて提供開始。多様化の時代に併せて、保険金をめぐる家族の在り方も変化してきたことを受け、保険金の使い道を予め契約者が指定できるサービスを三井住友信託銀行(当時は中央三井信託銀行、同社の合併により継承)と共同開発。2015年10月にはプルデンシャル生命100%出資の信託管理会社プルデンシャル信託を設立。同社の死亡保険契約すべてを少額でも信託契約を行うことができるようになった。
これらは会社だけが行っているものではなく、ライフプランナーからの声によって誕生したサービスも少なくない。
またエグゼクティブ・ライフプランナー(部長)によるマイスター制度(師弟制度)による教育とMDRT日本会（会員数2016年4月4,417名)のうち1,043名がプルデンシャル生命のライフプランナーであることなどは卓越した生命保険の専門家としての象徴的事例である。※2016年4月1日現在、19年連続MDRT会員数日本一。
代理店・専属代理店などの制度はなく、退職金の支払による定年規定は会社制度上あるが本人が希望すれば65歳以降もライフプランナーとして働き続けることが可能である。
※ ライフプランナー数：3,650名(2016年3月31日時点)

## 類似するモデル(亜型)を採用する同業他社の制度
- ジブラルタ生命保険株式会社 - ライフプラン・コンサルタント(LC)
- 東京海上あんしん生命保険株式会社 - ライフパートナー(LP)
- 住友生命保険株式会社 - WELL'S ファイナンシャルプランニングデザイナー(FPD)
- マニュライフ生命保険株式会社 - プランライトアドバイザー(PA)